# Nuoto artistico ai campionati europei di nuoto 2020
Le competizioni di nuoto artistico ai Campionati europei di nuoto 2020 si sono svolte dal 10 al 14 maggio 2021, presso la Duna Aréna di Budapest in Ungheria.

## Calendario
Orario locale (UTC+1).
| Data           | Ora                     | Evento                     |
| -------------- | ----------------------- | -------------------------- |
| 10 maggio 2021 | 9:00                    | Preliminari singolo libero |
| 10 maggio 2021 | 17:30                   | Finale duo misto tecnico   |
| 11 maggio 2021 | 9:00                    | Preliminari duo libero     |
| 11 maggio 2021 | 16:00                   | Finale singolo tecnico     |
| 12 maggio 2021 | 9:00                    | Finale singolo libero      |
| 12 maggio 2021 | 16:00                   | Finale squadre tecnico     |
| 13 maggio 2021 | 9:00                    | Finale duo tecnico         |
| 13 maggio 2021 | 16:00                   | Finale libero combinato    |
| 14 maggio 2021 |                         |                            |
| 9:00           | Finale duo libero       |                            |
| 9:00           | Finale duo misto libero |                            |
| 16:00          | Finale squadre libero   |                            |
| 15 maggio 2021 | 9:00                    | Finale Highlights Routine  |
| 15 maggio 2021 | ?                       | Gala                       |

## Podi
| Evento                                | Oro | Punti   | Argento | Punti   | Bronzo | Punti   |
| Singolo                               | |         | |         | |         |
| Programma tecnico (Dettagli)          | Marta Fiedina Ucraina | 91,8445 | Evangelia Platanioti Grecia | 89,2897 | Vasilina Chandoška Bielorussia | 87,7173 |
| Programma libero (Dettagli)           | Varvara Subbotina Russia | 96,4333 | Marta Fiedina Ucraina | 93,7000 | Evangelia Platanioti Grecia | 90,8000 |
| Duo                                   | |         | |         | |         |
| Programma tecnico (Dettagli)          | Russia Svetlana Kolesnichenko Svetlana Romashina | 96,2904 | Ucraina Marta Fiedina Anastasiya Savchuk | 92,6682 | Austria Anna Maria Alexandri Eirini Alexandri | 89,4592 |
| Programma libero (Dettagli)           | Russia Svetlana Kolesnichenko Svetlana Romashina | 97,9000 | Ucraina Marta Fiedina Anastasiya Savchuk | 94,3333 | Austria Anna-Maria Alexandri Eirini-Marina Alexandri | 90,8667 |
| Duo misto                             | |         | |         | |         |
| Programma tecnico (Dettagli)          | Russia Majja Gurbanberdieva Aleksandr Mal'cev | 91,7963 | Spagna Emma García Pau Ribes | 84,8697 | Italia Isotta Sportelli Nicolò Ogliari | 77,4281 |
| Programma libero (Dettagli)           | Russia Olesya Platonova Aleksandr Mal'cev | 93.9333 | Spagna Emma García Pau Ribes | 86.5333 | Italia Isotta Sportelli Nicolò Ogliari | 81.8667 |
| Squadre                               | |         | |         | |         |
| Programma tecnico (Dettagli)          | Russia Vlada Chigireva Marina Goliadkina Veronika Kalinina Svetlana Kolesnichenko Polina Komar Svetlana Romashina Alla Shishkina Mariia Shurochkina                                         | 95,6705 | Ucraina Maryna Aleksiiva Vladyslava Aleksiiva Marta Fiedina Kateryna Reznik Anastasiya Savchuk Alina Shynkarenko Kseniya Sydorenko Yelyzaveta Yakhno                                           | 92,3920 | Spagna Ona Carbonell Ballestero Berta Ferreras Meritxell Mas Pujadas Alisa Ozhogina Ozhogin Paula Ramirez Ibanez Sara Saldaña Lopez Iris Tió Casas Blanca Toledano Laut                      | 89,7700 |
| Programma libero (Dettagli)           | Ucraina Maryna Aleksiiva Vladyslava Aleksiiva Marta Fiedina Kateryna Reznik Anastasiya Savchuk Alina Shynkarenko Kseniya Sydorenko Yelyzaveta Yakhno                                        | 95,0667 | Spagna Abril Conesa Berta Ferreras Meritxell Mas Alisa Ozhogina Paula Ramírez Sara Saldaña Iris Tió Blanca Toledano                                                                            | 91,2333 | Israele Eden Blecher Shelly Bobritsky Maya Dorf Noy Gazala Catherine Kunin Nikol Nahshonov Ariel Nassee Polina Prikazchikova                                                                 | 86,8000 |
| Programma libero combinato (Dettagli) | Ucraina Maryna Aleksiiva Vladyslava Aleksiiva Olesia Derevianchenko Marta Fiedina Veronika Hryshko Kateryna Reznik Anastasiya Savchuk Alina Shynkarenko Kseniya Sydorenko Yelyzaveta Yakhno | 94,7000 | Grecia Maria Alzigkouzi Kominea Eleni Deligianni Eleni Fragkaki Krystalenia Gialama Pinelopi Karamesiou Zoi Karangelou Danai Kariori Andriana Misikevych Georgia Vasilopoulou Violeta Zouzouni | 89,1000 | Bielorussia Vera Butsel Marharyta Kiryliuk Hanna Koutsun Yana Kudzina Kseniya Kuliashova Anastasiya Navasiolava Valeryia Puz Anastasiya Suvalava Kseniya Tratseuskaya Aliaksandra Vysotskaya | 86,0667 |
| Highlights (dettagli)                 | Ucraina Maryna Aleksiiva Vladyslava Aleksiiva Marta Fiedina Veronika Hryshko Anna Nosova Kateryna Reznik Anastasiya Savchuk Alina Shynkarenko Kseniya Sydorenko Yelyzaveta Yakhno           | 95,3000 | Bielorussia Vera Butsel Marharyta Kiryliuk Hanna Koutsun Yana Kudzina Kseniya Kuliashova Anastasiya Navasiolava Valeryia Puz Anastasiya Suvalava Kseniya Tratseuskaya Aliaksandra Vysotskaya   | 86,5667 | Ungheria Niké Barta Katalin Csilling Linda Farkas Boglárka Gács Lilien Götz Hanna Hatala Szabina Hungler Adelin Regényi Luca Rényi Anna Viktória Szabó                                       | 79,1000 |

## Medagliere
| Posiz. | Nazione     | Oro | Argento | Bronzo | Totale |
| ------ | ----------- | --- | ------- | ------ | ------ |
| 1      | Russia      | 6   | 0       | 0      | 0      |
| 2      | Ucraina     | 4   | 4       | 0      | 8      |
| 3      | Spagna      | 0   | 3       | 1      | 4      |
| 4      | Grecia      | 0   | 2       | 1      | 3      |
| 5      | Bielorussia | 0   | 1       | 2      | 3      |
| 6      | Italia      | 0   | 0       | 2      | 2      |
| 6      | Austria     | 0   | 0       | 2      | 2      |
| 8      | Ungheria    | 0   | 0       | 1      | 1      |
| 8      | Israele     | 0   | 0       | 1      | 1      |
| Totale | Totale      | 10  | 10      | 10     | 30     |